# Festival du film méditerranéen d'Annaba
 (septembre 2024).
Si vous disposez d'ouvrages ou d'articles de référence ou si vous connaissez des sites web de qualité traitant du thème abordé ici, merci de compléter l'article en donnant les références utiles à sa vérifiabilité et en les liant à la section « Notes et références ».
Le Festival du film méditerranéen d'Annaba (Annaba Mediterranean Film Festival ou AMFF) est un festival de cinéma qui se déroule dans la ville d'Annaba en Algérie.

## Historique
La première édition a eu lieu en 1986, pour reprendre de 2016 à 2018. La quatrième édition se tiendra du 3 au 9 novembre 2023, après une interruption de quatre ans.
Placé sous l’égide du ministère de la culture et des arts, ce festival est dédié aux films issus du bassin méditerranéen. Il regroupe des invités de marque, des professionnels de l'industrie cinématographique, des représentants de festivals de cinéma, des médias spécialisés, ainsi que des passionnés du 7e art. La 4e édition du AMFF est placée sous le slogan «Nouvelle Vision», elle se distingue par une nouvelle approche et un nouveau regard. C’est le journaliste et critique de cinéma Mohamed Allal, qui est aux commandes du commissariat aux côtés du comédien Hassan Kachache en tant que directeur artistique.
Les films sélectionnés sont en compétition dans trois catégories: Long-métrage de fiction, documentaire et court-métrage. Il est question également d'hommages, d'ateliers de formation et de conférences-débats inscrites sous diverses thématiques.
Les productions sélectionnées à l'AMFF sont d'Algérie - Egypte - Liban - Tunisie - Syrie - Palestine - France - Italie - Turquie - Espagne - Malte - Grèce - Chypre - Croatie - Slovénie - Albanie - Bosnie-Herzégovine - Libye.

## Nouvelles Ambitions
- Ériger le festival en tant qu'événement culturel annuel, faire connaître au grand public les récentes productions et rendre ainsi le festival une destination privilégiée pour les réalisateurs et producteurs.

- Créer une tribune d'échange et de débat sur les métiers du cinéma,  promouvoir et développer les échanges dans le domaine de la production cinématographique, favoriser la coopération dans le domaine de la coproduction.

- Former un comité consultatif international; composé de réalisateurs, scénaristes et critiques d’origine algérienne et étrangère et adhérer à la Fédération Internationale des Associations de Producteurs de Films (FIAPF)

- Former les jeunes talents ayant besoin d'accompagnement et de suivi, en leur donnant l'opportunité de faire partie d'un des événements cinématographiques majeurs.

## Éditions
- Festival du film méditerranéen d’Annaba 2018[4].
- Festival du film méditerranéen d’Annaba 2024[5].